# Phare d'Agdenes
Le phare d'Agdenes (en norvégien : Agdenes fyr) est un ancien phare côtier de la commune de Agdenes, dans le comté et la région de Trøndelag (Norvège). Il a été remplacé par le feu de Ringflua en 1984. Il est géré par l'administration côtière norvégienne (en norvégien : Kystverket).

## Histoire
Le phare original a été construit en 1804 près de la rive du Trondheimsfjord. Ce bâtiment a été reconstruit en 1828. Il est situé à environ 6 km au nord de Brekstad. C'est une tour carrée en maçonnerie de m de haut, avec galerie et lanterne au toit rouge, attachée à une maison blanche de gardien d'un étage
En 1984, l'ancien bâtiment a été fermé et une nouvelle lumière a été construite sur Ringflua, un minuscule rocher dans le fjord, juste à côté du littoral de l'ancien. La raison pour laquelle la nouvelle lumière a été construite au large était de la rendre plus visible puisque l'ancienne lumière était bloquée dans certaines directions.

## Description
Le phare actuel  est une tourelle cylindrique en béton de 12 mètres de haut, avec une galerie et lanterne. La tour est peinte en blanc et le dôme de la lanterne est rouge. Son feu à occultations émet, à une hauteur focale de 11 mètres, deux éclats (blanc, rouge et vert selon différents secteurs) toutes les 8 secondes. Sa portée nominale est de 12.4 milles nautiques (environ 23 km) pour le feu blanc, 10 pour le feu rouge et 9 pour le feu vert.
Identifiant : ARLHS : NOR-418 ; NF-4140 - Amirauté : L1219 - NGA : 7176 .
|                            |
| L'ancien phare (1890-1900) |

|                 |
| Les deux phares |

### Lien connexe
- Liste des phares de Norvège